# Hovedområde (Wales)
Wales' hovedområder (engelsk: principal area) er en enhedslig myndighed med lokalt selvstyre. De 22 hovedområder i Wales har forskellige benævnelser; 9 grevskaber (counties), 3 byer (cities) og 10 grevskabsdistrikter (county boroughs), men alle områderne har samme status. Hovedområderne blev etableret 1. april 1996.
De otte grevskaber som fandtes mellem 1974 og 1996 kaldes nu bevarede grevskabe, og har visse ceremonielle funktioner.
| Områderne er grevskaber, såfremt de ikke er mærket med * (byer) eller † (grevskabsdistrikter). Walisiske navn står i parentes, hvor de afviger fra det engelske. 1. Merthyr Tydfil (Merthyr Tudful) † 2. Caerphilly (Caerffili) † 3. Blaenau Gwent † 4. Torfaen (Tor-faen) † 5. Monmouthshire (Sir Fynwy) 6. Newport (Casnewydd) * 7. Cardiff (Caerdydd) * 8. Vale of Glamorgan (Bro Morgannwg) † 9. Bridgend (Pen-y-bont ar Ogwr) † 10. Rhondda Cynon Taf † 11. Neath Port Talbot (Castell-nedd Port Talbot) † 12. Swansea (Abertawe) * 13. Carmarthenshire (Sir Gaerfyrddin) 14. Ceredigion 15. Powys 16. Wrexham (Wrecsam) † 17. Flintshire (Sir y Fflint) 18. Denbighshire (Sir Ddinbych) 19. Conwy † 20. Gwynedd 21. Anglesey (Ynys Môn) 22. Pembrokeshire (Sir Benfro) |